# Герб Матозінюша
Ге́рб Матозі́нюша — офіційний символ міста Матозінюш, Португалія. Використовується як територіальний герб. У срібному щиті, перетятому сімома зеленими хвилястими смугами, три чорні дельфіни із золотим контуром. Щит увінчує срібна мурована міська корона з п'ятьма вежами.  Під щитом біла стрічка, на якій великими літерами напис португальською: «cidade de Matosinhos» (місто Матозінюш).  Офіційно затверджений 22 березня 1986 року. Створений на основі попереднього містечкового герба, ухваленого 7 листопада 1966 року. 

## Галерея

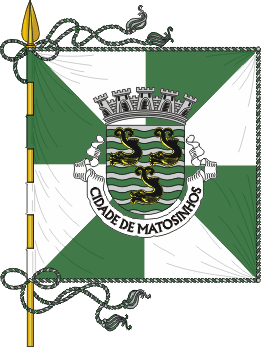
Прапор